# Aleksander Lavrenčič
Aleksander Lavrenčič, slovenski zgodovinar in arhivist, * 12. januar 1970, Šempeter pri Gorici.
Lavrenčič, magister arhivistike in dokumentologije, deluje kot arhivar RTV in arhivski svetnik.

## Življenje in delo
Otroštvo in študijska leta je preživel v vasi Kred (občina Kobarid). Diplomiral je iz zgodovine na Filozofski fakulteti v Ljubljani, magistriral na visokošolski ustanovi Alma Mater Europaea - Evropski center Maribor.
Je dokumentalist raziskovalec, zaposlen v Arhivu Televizije Slovenija. Napisal je več strokovnih in znanstvenih člankov s področja avdiovizualne arhivistike, arhivskih znanosti in zgodovine v strokovnih revijah in časopisih Kronika, Zgodovina za vse, Tehnični in vsebinski problemi klasičnega in elektronskega arhiviranja, Moderna arhivistika, Atlanti, Atlanti +, Arhivska praksa, Nova revija, Anthropos, Vestnik univerze, Arhivi. Koordinator projekta EUscreen v Sloveniji. Član Društva T. G. Masaryk za filozofsko antropologijo, etiko ter za humanistične in družbene vede.
Lavrenčič je tudi amaterski likovnik, sodeluje pri društvu LILA Litija. Prejel je nagradi zlato paleto za kiparstvo ("V svojem svetu") in srebrno paleto za grafiko ("Litostroj 1987"), prvo nagrado na Ex tempore v Litiji za sliko "Litija 1905". V letih 2012 in 2013 je prejel nagrado za kamero na festivalu Art film fest.